# استیون تراسک
استیون تراسک (انگلیسی: Stephen Trask؛ زادهٔ ۲۹ اوت ۱۹۶۶) آهنگساز و موسیقی‌دان اهل ایالات متحده آمریکا است.
وی آهنگساز فیلم‌های خانواده سوج، نقشه وارونه، سیرک عجایب: دستیار یک شبح و دختران رؤیایی بوده است.